# 戸田幸伸
戸田 幸伸（とだ ゆきのぶ、1979年 - ）は、日本の数学者。東京大学カブリ数物連携宇宙研究機構教授。専門は代数幾何学。数学・物理学双方で重要な連接層の導来圏と数え上げ不変量の研究を行なっている。博士課程指導教員は川又雄二郎。

## 経歴・人物
1998年3月秋田県立大館鳳鳴高等学校卒業、2002年3月東京大学理学部数学科卒業、2004年3月東京大学大学院数理科学研究科修士課程修了。修士論文は東京大学総長賞を受賞している。2006年3月同博士課程修了（短縮）、博士号を取得。日本学術振興会特別研究員（PD）、東京大学数物連携宇宙研究機構（現・東京大学カブリ数物連携宇宙研究機構）特任助教、特任准教授、准教授、主任研究者を経て、2017年7月教授。代数多様体の連接層の導来圏の構造の研究や、導来圏の対象のモジュライ空間を用いて定義されるドナルドソン・トーマス不変量の研究において優れた業績をあげてる。

## 職歴
- 2006年 4月 日本学術振興会特別研究員（PD）
- 2008年 1月 東京大学数物連携宇宙研究機構特任助教
- 2008年11月 同　特任准教授
- 2015年 6月 東京大学カブリ数物連携宇宙研究機構准教授
- 2017年 4月 同　主任研究者
- 2017年 7月 同　教授

## 業績
- 導来圏の安定性条件と Donaldson-Thomas 不変量の研究
- 代数多様体の導来圏の研究
- 連接層の導来圏と数え上げ不変量

## 顕彰・招待講演
- 2012年 幾何学賞 日本数学会
- 2014年 春季賞 日本数学会
- 2014年 日本学術振興会賞
- 2014年 ICM 2014 Seoul 招待講演者[5]